# 拉塞爾縣 (肯塔基州)
拉塞爾县（英語：Russell County）是美國肯塔基州南部的一個縣。面積732平方公里。根據美國2000年人口普查，共有人口16,135人。縣治詹姆斯頓（Jamestown）。
成立於1825年12月14日。縣名紀念在美國獨立戰爭和蒂帕卡努之役作戰過的威廉·拉塞爾上校。